# Edmund Clarence Stedman

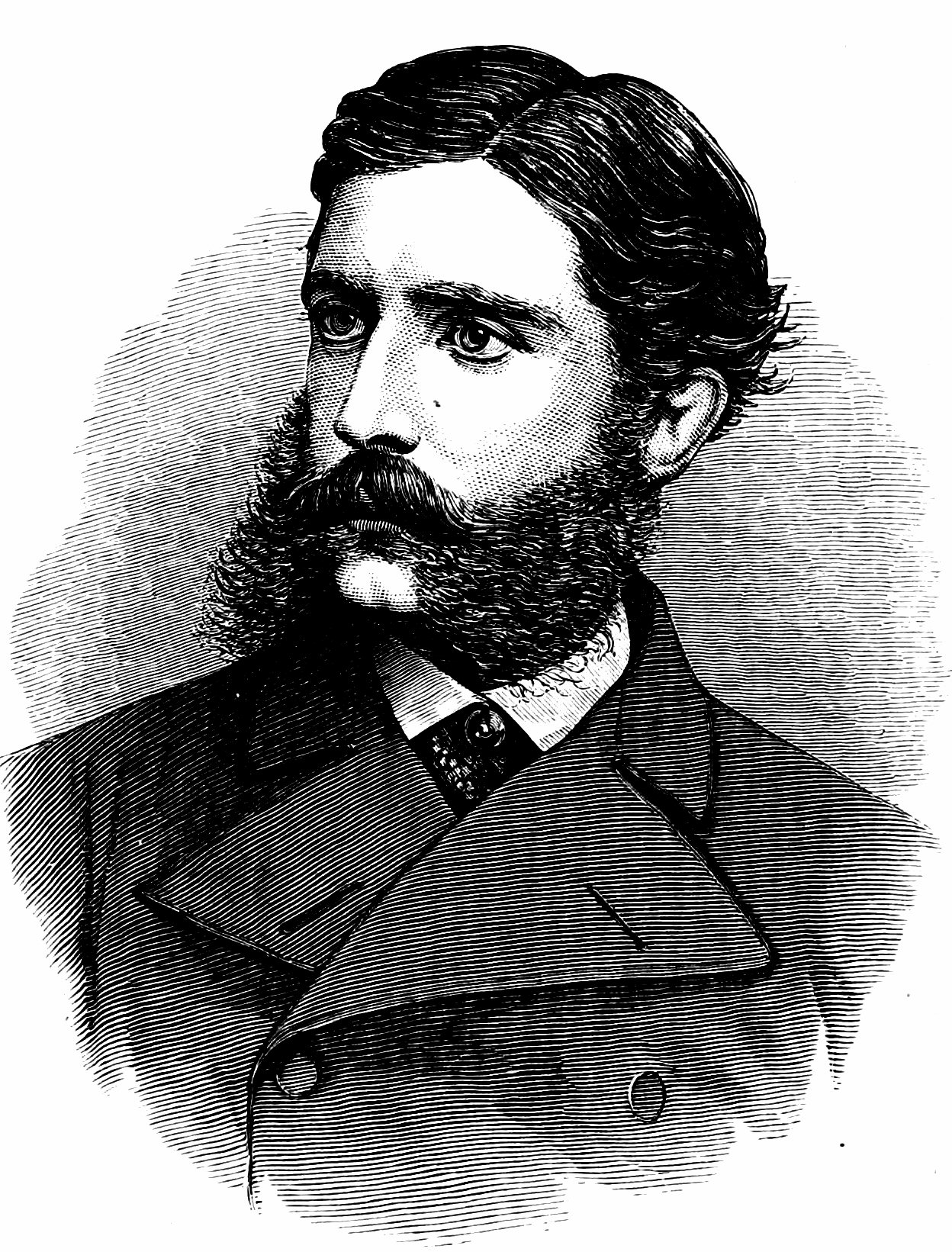
Edmund Clarence Stedman.

Edmund Clarence Stedman, född den 8 oktober 1833 i Hartford, Connecticut, död den 18 januari 1908, var en amerikansk skald och kritiker.
Stedman uppträdde först som publicist, men var 1865-99 börsmäklare i New York. Han skrev dels vitterhet: Poems (1860, 1873, 1897), Alice of Monmouth (1864), The blameless prince (1869), dels kritik och litteraturhistoria: The Victorian poets (1875; många upplagor), Edgar Allan Poe (1881), Poets of America (1885), The nature and elements of poetry (1892) med mera. Stedman utgav även antologier och en upplaga av Poe (tillsammans med Woodberry, 1894-95).